# Logement social au Royaume-Uni
Le logement social au Royaume-Uni concerne, en 2011, 18 % du logement de logement total du Royaume-Uni, ce qui est similaire à la France. Cependant le Royaume-Uni a connu depuis les années 1970 une politique visant à réduire l'importance de son parc social et à confier de plus en plus leur gestion à des structures à but non lucratif, au lieu de collectivités locales.

## Histoire
Si le logement social au Royaume-Uni apparait à partir des années 1920, il n'a vraiment pris de l'ampleur que dans les années 1950. Après la Seconde Guerre mondiale, le logement social représentait près de la moitié des nouvelles constructions dans le pays.  En 1964, 119 000 logements sociaux sont construits, 133 000 en 1965, puis 142 000 en 1966. Les politiques publiques favorisant la construction de logement social atteignent leur apogée en 1979, où les logements sociaux représentent plus de 31 % du parc de  logement anglais (5,5 millions de logements). Il est alors géré en totalité par les collectivités locales.
Les constructions de logements sociaux sont relativement faibles depuis les années 1980, leur nombre diminuent, alors que la croissance démographique reste assez soutenue.
À partir de 1989, une grande partie des logements sociaux sont transférés à des bailleurs à but non lucratif, les housing association. Dans le même temps, les locataires acquièrent la possibilité de racheter leurs logements sociaux, c'est le right to buy, avec une décote parfois importante. 1,8 million de logements sont rachetés. Ainsi, si 3,3 millions de logements sociaux appartiennent aux collectivités en 1961, il y en plus que 2,2 millions en 2005. Entre ces deux dates, les housing associations passent de 0 à 1,8 million de logements gérés. Ainsi les collectivités locales gèrent plus de 8 % de logements du pays, alors que les housing associations en gèrent 10 %. La part des logements en propriété au Royaume-Uni est passée entre 1971 et 2011 de 51 % à 65 %. La contrepartie est la diminution drastique du nombre des logements sociaux, dont la proportion dans le parc total a été divisée par deux en trente ans, pour atteindre 17,5 % en 2016.

## Distribution et forme
Une grande partie des logements sociaux est constituée de maisons contigües, et plus rarement d'immeubles collectifs même s'il peut exister des logements sociaux également dans des bâtiments faisant partie de grands ensembles en périphérie des villes. 60 % des logements sociaux sont ainsi des pavillons, cette part est plus faible dans les nouvelles constructions.
Il est à noter que l'Écosse adopte une politique plus en faveur du logement social que le reste du Royaume-Uni.

## Loyer et Aide
En 2005, l’aide à la pierre concerne 5,1 millions de logements et l’aide à la personne 12,6 millions de logements. Depuis 2002, les loyers sociaux sont définis selon un ratio salaire moyen national / surface / valeur foncière du quartier. 2 tiers des locataires de logements sociaux ont des allocations logements.
La dernière réforme, la Welfare Reform Act 2012 vise à fusionner différentes allocations, dont l’allocation logement, et définit des plafonds maximum d’allocations, elle est notamment faite pour des questions budgétaires.

## Composition sociale et rôle social
De par la politique de rachat de logements sociaux, une partie des ménages actifs quittent le logement social via cette possibilité. Par conséquent, les locataires de logements sociaux tendent de plus en plus depuis plusieurs décennies à être concentrés sur les populations jeunes, inactives ou âgées.
Les dernières évolutions tentent à pousser les locataires sociaux à être dans une recherche active d’emploi, elles visent aussi une plus grande mixité des secteurs concentrant les logements sociaux, en facilitant l’accession à la propriété.
Depuis des décennies, une loi oblige les collectivités à loger les personnes sans abris, si cela était autrefois fait via du logement social à long durée, ce procédé est de plus en plus remplacé par du logement temporaire.